# Cratospila dracula
Cratospila dracula är en stekelart som beskrevs av Robert A.Wharton 2002. Cratospila dracula ingår i släktet Cratospila och familjen bracksteklar. Inga underarter finns listade i Catalogue of Life.